# 恶劣心境障碍
是以持续性的抑郁心境（2年或2年以上）为特征的一种抑郁障碍。
恶劣心境障碍是一種心理與行為的情緒障礙症，與DSM-IV-TR輕鬱症（dysthymia）的診斷類似。診斷的重點在於憂鬱的慢性化，造成持續性的認知與生理的功能改變和症狀。《哈佛健康通訊》（Harvard Health Publications）的說法是：「希臘單詞dysthymia的意思是『心智的壞狀態』或『病態心情』。作為臨床抑鬱症的兩種基本形式之一，其症狀比重性抑郁障碍要少或輕，但持續時間更長。」《哈佛健康通訊》說：「病人中，至少四分之三患有臨床上的身體疾病，或是另一種心理疾病，像焦慮症、藥物成癮或酒精成癮。The Primary Care Journal說，恶劣心境障碍「人群中的發病率約為3%，且與顯著的機能障礙有關。」《哈佛健康通訊》說：「恶劣心境障碍患者家屬之抑鬱症早期發病率高達50%」，「大多數患者不能明確指出抑鬱開始的時間。」

## 症狀
恶劣心境障碍是慢性的長期抑鬱，其症狀和重性抑郁障碍的亞型憂鬱型抑鬱障礙（Melancholic depression）有許多相似之處，但是一般要輕一些，強度也會浮動不定。要確診的話，一個成人必須在「在至少兩年內，有症狀的日子多於無症狀」，表現出以下症狀中的至少兩種：
- 失望感
- 失眠或嗜睡症
- 注意力不集中或難以作出決定
- 精力差或疲倦
- 自尊心差
- 食慾低或過度進食

症狀不包括「一般與雙極情感失調相關的躁狂，輕躁或是混合的症狀發作」有這種發作經歷的人可能患有躁狂抑郁症。
恶劣心境障碍患者比一般人更容易罹患重度抑鬱症。症狀的浮動可能會導致一段時間的重度抑鬱症發作。這種情況有時稱為「雙重抑鬱」，因為嚴重的發作時普遍有平時感覺的低落心情。 
因為是慢性情緒失調，一個人可能在患病多年後才被診斷出來（也可能終生都沒診斷），從而患者可能認為抑鬱是他（她）性格的一部分，而不與醫生、家人或朋友討論症狀。
如同重鬱症一樣，恶劣心境障碍往往會有家族遺傳。在女性中更為常見且比男性多兩倍或三倍。某些患者形容他們正處於慢性壓力的狀況。當接受個別診斷時，在一般環境下，常常患者自己很難確定是不尋常的高壓力環境還是恶劣心境障碍造成他們更多心理上的壓力。

## 診斷標準
美國精神醫學學會出版的《精神疾病診斷與統計手冊》（DSM）說，病患具有低落性情感疾患（dysthymic disorder）的特徵。主要的症狀包括患病個體在兩年內幾乎每天抑鬱，但不一定要達到重度抑鬱症的標準。精力不足、睡眠或食慾的失調，以及低落的自尊也都是病人的典型臨床狀況。患者常常要在多年後才能被確診。他們身邊的人往往認為患者不過是一個「憂鬱的人」。以下是診斷標準：
1. 在過去兩年或以上的多數時間內，大部份日子病人處於憂鬱情感或對別人表現憂鬱感。
2. 當憂鬱時，病人有二種以上的如下症狀：
  - 食慾減少或增加
  - 睡眠減少或增加
  - 疲倦或無力
  - 低落的自我意像
  - 專注力與決斷力的減少
  - 感覺無望與悲觀
  - 過度的肌肉疼痛，尤其在上背與腳部。
3. 在這兩年期間，以上症狀從未消失連續二個月以上。
4. 在上述同一段兩年期間，病人或曾有一次持續的重鬱症發作（Major depressive episode）
5. 病人沒有任何躁狂，輕躁或混合症狀的發作。
6. 病人症狀從未符合情緒交替違常的標準。
7. 症状应该是独立存在的，而非其他慢性精神疾病症状的一部分（例如像精神分裂症或妄想症的部分症状）。
8. 症狀大多不是直接由生理疾病或物質使用所引起，包括處方类藥物。
9. 症状可能已经给患者在社会、工作、学习以及其他生活方面造成了重大困扰。

對於兒童和青少年，情緒可能變得敏感且持續時間至少一年，不同於成人要診斷出情緒敏感至少需要兩年。

## 治療

### 藥物
和重性抑郁障碍不同，對於恶劣心境障碍的治療，藥物應該僅僅是最後的選擇。治療的方法應該主要是引導病人瞭解恶劣心境障碍的本質，並學會處理的精神療法。
若有藥物治療的需要，最常開的抗抑鬱藥是选择性5-羟色胺再吸收抑制剂（SSRIs），其種類有氟西汀（Prozac），舍曲林（Zoloft），依他普侖（Lexapro），帕羅西汀（Paxil）以及西酞普蘭（Celexa）。選擇性血清再吸收抑制劑較容易取得且相對於舊式的抗抑鬱藥較為安全。其他新型的抗抑鬱藥有安非他酮（Wellbutrin），文拉法辛（Effexor），米氮平（Remeron）以及度洛西汀（Cymbalta）。
有時會開兩種不同的抗抑鬱藥一起使用，或是醫師會開情緒穩定劑（Mood stabilizer）或抗焦慮（anti-anxiety）藥物結合抗抑鬱藥使用。

### 藥物的副作用
某些選擇性血清再吸收抑制劑的副作用有「性功能障礙、噁心…腹瀉、嗜睡或失眠，短期記憶喪失與震顫（tremors）。有時抗抑鬱藥對病人無效。較舊式的抗抑鬱藥，像是三環抗抑鬱藥（tricyclic antidepressant）或單胺氧化酶抑製劑（MAOI）都是可能無效的例子。三環抗抑鬱藥較為有效但有較嚴重的副作用。三環抗抑鬱藥的副作用有「體重增加、口乾、視力模糊、性功能障礙以及低血壓」。

### 心理治療
有證據表明藥物和心理治療相結合的方法可能會有最好的效果。能幫助病患的心理治療種類由許多因素決定，包括任何造成壓力的事件本質、可利用的家庭與社會援助，以及病患個人喜好的方式。治療應包括有關抑鬱的教育。援助是很必要的。認知行為療法的設計是用以檢視情緒障礙（mood disorder）的人通常有體驗過的，自認有缺點、自我批評的想法模式與認知曲解（cognitive distortion），並幫助他們修正這樣的想法。精神動力取向心理治療（Psychodynamic psychotherapy）、洞見取向心理治療（Insight oriented psychotherapy）或人際心理治療（Interpersonal psychotherapy）能幫助病人釐清在重要關聯中的衝突或探索症狀背後的原由。

### 朋友與家人
軼事證據指出若能讓病患意識到他們在親近的朋友和家人生命裏佔一個重要位置的話，對於他們面對病情有很大的幫助。朋友與家人應該每天都要提醒病患，而且當有需要時，慷慨地給予支持。憂鬱發作當下是一種很難清楚表達的狀態，因為它不需要決定性的媒介或原因。為了照顧病患，要鼓勵病患的朋友與家人了解他們所不知道的，與不需要知道的。

### 引用
1. . 樂詞網. 國家教育研究院 （中文（臺灣））.
2. ↑    - World Health Organization (WHO, 世界卫生组织).  （页面存档备份，存于） // ICD-11 for Mortality and Morbidity Statistics 用于死因与疾病统计的ICD-11（国际疾病分类第十一次修订本）[DB/OL], 2019 (2024-01) [2024-07].
  - 世界卫生组织． [M]．王振 （页面存档备份，存于），黄晶晶 （页面存档备份，存于）, 主译．北京：人民卫生出版社, 2023: 118-121. 978-7-117-34848-5.
3. . 樂詞網. 國家教育研究院 （中文（臺灣））.
4. . 樂詞網. 國家教育研究院 （中文（臺灣））.
5. . 樂詞網. 國家教育研究院 （中文（臺灣））.
6. . 樂詞網. 國家教育研究院 （中文（臺灣））.
7. . 樂詞網. 國家教育研究院 （中文（臺灣））.
8. ↑  Jefferys, D. Dysthymia. .   [2010-08-09]. （原始内容存档于2010-08-21）. (accessed May 28, 2009).
9. ↑  ICD9 = 300.4(accessed May 28, 2009)
10. ↑  Depressive Conditons: Dysthymia. Satellite Corporation PTY LTD. http://www.depressionperception.com/depression/depressive_conditions/dysthymia.asp （页面存档备份，存于） (accessed May 28, 2009)
11. ↑  Dysthymic Disorder. Internet Mental Health. http://www.mentalhealth.com/dis/p20-md04.html （页面存档备份，存于） (accessed May 28, 2009)
12. ↑  Double Depression: Hopelessness Key Component Of Mood Disorder 的存檔，存档日期2008-09-07. retrieved July 17 2008
13. ↑  American Psychiatric Association (编).  Fourth Edition (Text Revision). American Psychiatric Publishing, Inc. June 2000: 943 pages. ISBN 978-0890420249. （原始内容存档于2008-05-17）.
14. ↑  钱铭怡 (主编). . 北京: 北京大学出版社. 2006: 150. ISBN 978-7-301-10641-9.
15. ↑  苏珊·诺论－霍克西玛. . 由邹丹等翻译. 由钱铭怡, 桑志芹, 王登峰等审校. 北京: 人民邮电出版社. 2006: 196. ISBN 978-7-115-44838-5.
16. ↑  National Institute of Mental Health

### 书目
- 「What are the different forms of depression?」 (2008). In National Institute of Mental Health. Retrieved 2008-02-26 from（http://www.nihm.nih.gov）%5B%5D
- 「Diagnosis」. (2008). In Encyclopedia Britannica. Retrieved 2008-02-26， from Encyclopedia Britannica Online: http://www.britannica.com/eb/article-24621 （页面存档备份，存于）
- Dysthymia. (2008). Retrieved 2008-02-27， from http://www.intelhealth.com （页面存档备份，存于）
- Gray, Peter. Psychology. New York: Worth Publishers, 2007
- The Facts. (2008). In U.S Department of Health and Human Services. Retrieved 2008-02-26; from SAMSHA（http://www.allmentalhealth.samsha.gov）%5B%5D

## 外部連結
- （英文）憂鬱症病患的幫助社群 （页面存档备份，存于）